# 鷹潭市
鷹潭市（ようたんし）は、中華人民共和国江西省に位置する地級市。

## 地理
江西省の東部に位置し、上饒市、撫州市、福建省に接する。

## 歴史
1983年に鷹潭市の設立。

## 行政区画
2市轄区・1県級市を管轄下に置く。
- 市轄区：
  - 月湖区・余江区
- 県級市：
  - 貴渓市

| 鷹潭市の地図         |
| -------------------- |
| 月湖区 余江区 貴渓市 |

### 年表
この節の出典

#### 贛東北行政区貴渓専区
- 1949年10月1日 - 中華人民共和国江西省贛東北行政区貴渓専区が成立。貴渓県・弋陽県・余江県・東郷県・金渓県・資渓県・進賢県が発足。(7県)
- 1949年10月 - 贛東北行政区貴渓専区が贛東北行政区上饒専区と合併し、上饒専区の発足により消滅。
  - 進賢県が南昌専区に編入。
  - 資渓県・金渓県が撫州専区に編入。

#### 鷹潭専区
- 1952年10月8日 - 上饒専区(1市9県)・浮梁専区(1市7県)が合併し、鷹潭専区が発足。(2市16県)
- 1952年12月6日 - 鷹潭専区が上饒専区に改称。

#### 鷹潭市
- 1983年7月27日 - 上饒地区鷹潭市が地級市の鷹潭市に昇格。(1市2県)
  - 上饒地区貴渓県・余江県を編入。
- 1983年10月14日 - 月湖区を設置。(1区2県)
- 1996年5月28日 - 貴渓県が市制施行し、貴渓市となる。(1区1市1県)
- 2018年2月9日 - 余江県が区制施行し、余江区となる。(2区1市)

## 交通

### 鉄道
- 中国鉄路総公司
  - 滬昆旅客専用線
  - 滬昆線
  - 鷹廈線
  - 皖贛線

### 道路
- 高速道路
  - 済広高速道路
  - 滬昆高速道路
- 国道
  - G206国道
  - G320国道

## 健康・医療・衛生
- 鷹潭市人民医院
- 余江区人民医院（余江区）
- 貴渓市人民医院（貴渓市）